# Meiningen (Germania)
Meiningen è una città di 24 538 abitanti della Turingia, in Germania.
È il capoluogo, e il centro maggiore, del circondario (Landkreis) di Smalcalda-Meiningen (targa MGN, SM).
La città è il centro finanziario, culturale e centro di giustizia nel sud della Turingia. Svolge il ruolo di "comune amministratore" (Erfüllende Gemeinde) nei confronti dei comuni di Henneberg, Rippershausen, Stepfershausen, Sülzfeld ed Untermaßfeld.

## Geografia fisica
Meiningen si trova nella valle del fiume Werra (Weser) sul bordo del Rhön montagna. Il centro è a 287 metri di altezza, la montagna più alta nelle aree urbane ha raggiunto un'altezza di 498 metri.

## Storia
Il 1º gennaio 1990 fu aggregato alla città di Meiningen il comune di Dreißigacker.
Il 1º gennaio 2019 furono aggregati i comuni di Henneberg, Wallbach e Walldorf.

## Cultura
Meiningen è il centro culturale nel sud della Turingia. La città ha un teatro famoso e una nota orchestra (Meininger Hofkapelle). Ci sono musei d'arte e un museo del teatro.

## Geografia antropica
Alla città di Meiningen appartengono le località (Ortsteil) di Dreißigacker, Herpf, Walldorf, Wallbach, Henneberg, Einödhausen, Unterharles, Stepfershausen e Träbes.

## Economia

### Agricoltura, industria e servizi
Meiningen offre oltre 15 500 posti di lavoro in circa 2 700 piccole e medie imprese, strutture mediche, istituzioni culturali e amministrazioni. Il principale datore di lavoro è l'ospedale Klinikum Meiningen con quasi 1.200 dipendenti.
Meiningen è un centro di ingegneria elettrica e produzione high-tech. Numerose aziende del settore (fondate qui o che si sono stabilite qui) formano un cluster aziendale. Ciò include l'impresa high-tech globale ADVA Optical Networking (ADVA AG).
Meiningen Steam Locomotive Works è l'unico stabilimento dell'Europa occidentale e centrale in cui le locomotive a vapore possono essere completamente riparate e manutenute. Inoltre costruisce nuove locomotive e ripara carrozze passeggeri storiche, locomotive diesel e altri veicoli ferroviari. Altre aziende forniscono ferramenta per porte e finestre, utensili, forni, prodotti elettrici e radiatori. Nell'industria alimentare ci sono un panificio all'ingrosso e un impianto di carne.
Al di fuori della produzione, la cassa di risparmio locale (Sparkasse), i servizi municipali, il teatro e i musei, la compagnia ferroviaria Südthüringenbahn e le strutture sanitarie sono importanti per l'economia del carbone.
L'agricoltura gioca un ruolo minore a Meiningen poiché il suolo non è molto fertile. Tuttavia, i distretti rurali Herpf e Dreißigacker rappresentano la maggior parte della superficie agricola (17,6% del territorio comunale totale).

## Amministrazione

### Gemellaggi
Meiningen è gemellata con:
- Nuova Ulma, dal 1988
- Bussy-Saint-Georges, dal 2006
- Obertshausen, dal 2007
- Meiningen, dal 2012